# Sustinente
Sustinente est une commune italienne de la province de Mantoue, dans la région Lombardie.

## Géographie
Le territoire de la commune de Sustinente est inclus, depuis 1984, dans le Parc naturel régional du Mincio.

## Histoire
En 1758 le peintre rococo, Giuseppe Bazzani réalisa  Sainte Therèse  et  Portrait d'un cardinal de Gonzague  pour l'église paroissiale du hameau de Sacchetta.

## Administration
| Période                                  | Période | Identité | Étiquette | Qualité |
| ---------------------------------------- | ------- | -------- | --------- | ------- |
|                                          |         |          |           |         |
| Les données manquantes sont à compléter. |         |          |           |         |

### Hameaux
Cà Vecchia, Sacchetta, Bastia, Caselle di Poletto

### Communes limitrophes
Bagnolo San Vito, Gazzo Veronese, Quingentole, Quistello, Roncoferraro, San Benedetto Po, Serravalle a Po, Villimpenta